# Давиде Запакоста
Давиде Запакоста (ита. Davide Zappacosta; 11. јун 1992) је италијански фудбалер који тренутно наступа за Аталанту.

## Каријера
Након омладинских школа фудбала у клубовима Сора и Исола Лири, Запакоста је прешао у Аталанту у јануару 2011. године. Играо је у 6 утакмица пре него што је прешао на позајмицу у италијански клуб Авелино
Дана 31. августа 2011. је званично потписао уговор о позајмици у Авелину. Играо је укупно 3 сезона за овај клуб пошто су га и купили у међувремену.
Вратио се у Аталанту 2014. године где је потписао четворогодишњи уговор 4. јуна. Дебитовао је на утакмици против ФК Пиза 23. августа 2014. године у Купу Италије. Следеће године, тачније 6. јануара 2015. је дао свој први гол за клуб у мечу Серије А против Ђенове. Следеће седмице је дао свој други гол против Кјева Вероне а 8. фебруара трећи против Фјорентине. Ту сезону је завршио са укупно 30 појављивања, 3 гола и једном асистенцијом.
Јула 2015. је продат Торину. Дана 20. септембра је први пут заиграо у дресу Торина у мечу против Сампдорије. Свој први гол је дао у мечу против Ђенове октобра месеца. Запакоста је своју прву сезону у Торину завршио са 29 наступа, 5 асистенција и једним голом.
Августа 2017. године је потписао четворогодишњи уговор са Челсијем. Први пут је заиграо у дресу плаваца 9. септембра у утакмици против Лестер Ситија. Три дана касније је дебитовао у Лиги шампиона где је и дао свој први гол у утакмици против Карабага. Тако је постао 100. Италијан који је дао гол у Премијер лиги.
Дана 21. августа је потписао једногодишњи уговор са Челсијем али је после тога прешао на позајмицу у италијански клуб Рома на шест месеци.

## Репрезентација
После играња у репрезентацији за млађе од 21. године, Антонио Конте је позвао Запакосту да буде једна од резерви за Европско првенство 2016. године у сениорској постави.
Дебитовао је у репрезентацији 12. новембра 2016. године у квалификационој утакмици за Светско првенство 2018. године против Лихтенштајна.